# نقارة (غرمي)
نقارة (بالإنجليزية: Naqareh, Iran)‏ هي منطقة سكنية تقع في قسم اجارود الشمالي الريفي في إيران. يقدر عدد سكانها بـ 158 نسمة .